# Кубок домашних наций 1889
Кубок домашних наций 1889 (англ. 1889 Home Nations Championship — Чемпионат домашних наций 1889) — седьмой в истории регби Кубок домашних наций, прародитель современного регбийного Кубка шести наций. Англия, отказавшаяся вступать в Международный совет регби, не была снова допущена к розыгрышу кубка. Второй раз в истории кубок выиграла сборная Шотландии.

## Итоговая таблица
| Место | Сборная   | Игры     | Игры   | Игры  | Игры      | Очки в матчах** | Очки в матчах** | Очки в матчах** | Очки в турнире |
| Место | Сборная   | Сыграно* | Победы | Ничьи | Проигрыши | Забито          | Пропущено       | Разница         | Очки в турнире |
| ----- | --------- | -------- | ------ | ----- | --------- | --------------- | --------------- | --------------- | -------------- |
| 1     | Шотландия | 2        | 2      | 0     | 0         | 1               | 0               | +1              | 4              |
| 2     | Ирландия  | 2        | 1      | 0     | 1         | 0               | 1               | −1              | 2              |
| 3     | Уэльс     | 2        | 0      | 0     | 2         | 0               | 0               | +0              | 0              |

*По регламенту турнира в матче начислялось очко только за забитый гол (перед ним нужно было реализовать попытку обязательно), а подсчёт попыток вёлся в том случае, только если матч заканчивался вничью.

## Сыгранные матчи
- 2 февраля 1889, Эдинбург: Шотландия 0:0 (2:0 по попыткам) Уэльс
- 16 февраля 1889, Белфаст: Ирландия 0:1 Шотландия
- 2 марта 1889, Суонси: Уэльс 0:0 (0:2 по попыткам) Ирландия